# La Souche
La Souche ist eine französische Gemeinde mit 384 Einwohnern (Stand 1. Januar 2022) im Département Ardèche in der Region Auvergne-Rhône-Alpes.  Sie gehört zum Gemeindeverband Ardèche des Sources et Volcans.

## Geografie
La Souche liegt 15 Kilometer nordwestlich von Aubenas und 4,8 Kilometer westlich von Jaujac im Tal des Lignon am Fuß des Felsmassivs von Tanargue. Es ist Teil des Regionalen Naturpark Monts d’Ardèche (Parc naturel régional des Monts d’Ardèche). Zu La Souche gehören mehrere Weiler.

## Bevölkerungsentwicklung
| Jahr                       | 1962 | 1968 | 1975 | 1982 | 1990 | 1999 | 2006 | 2016 |
| Einwohner                  | 424  | 385  | 334  | 312  | 288  | 290  | 335  | 368  |
| Quellen: Cassini und INSEE |      |      |      |      |      |      |      |      |

## Kultur und Sehenswürdigkeiten

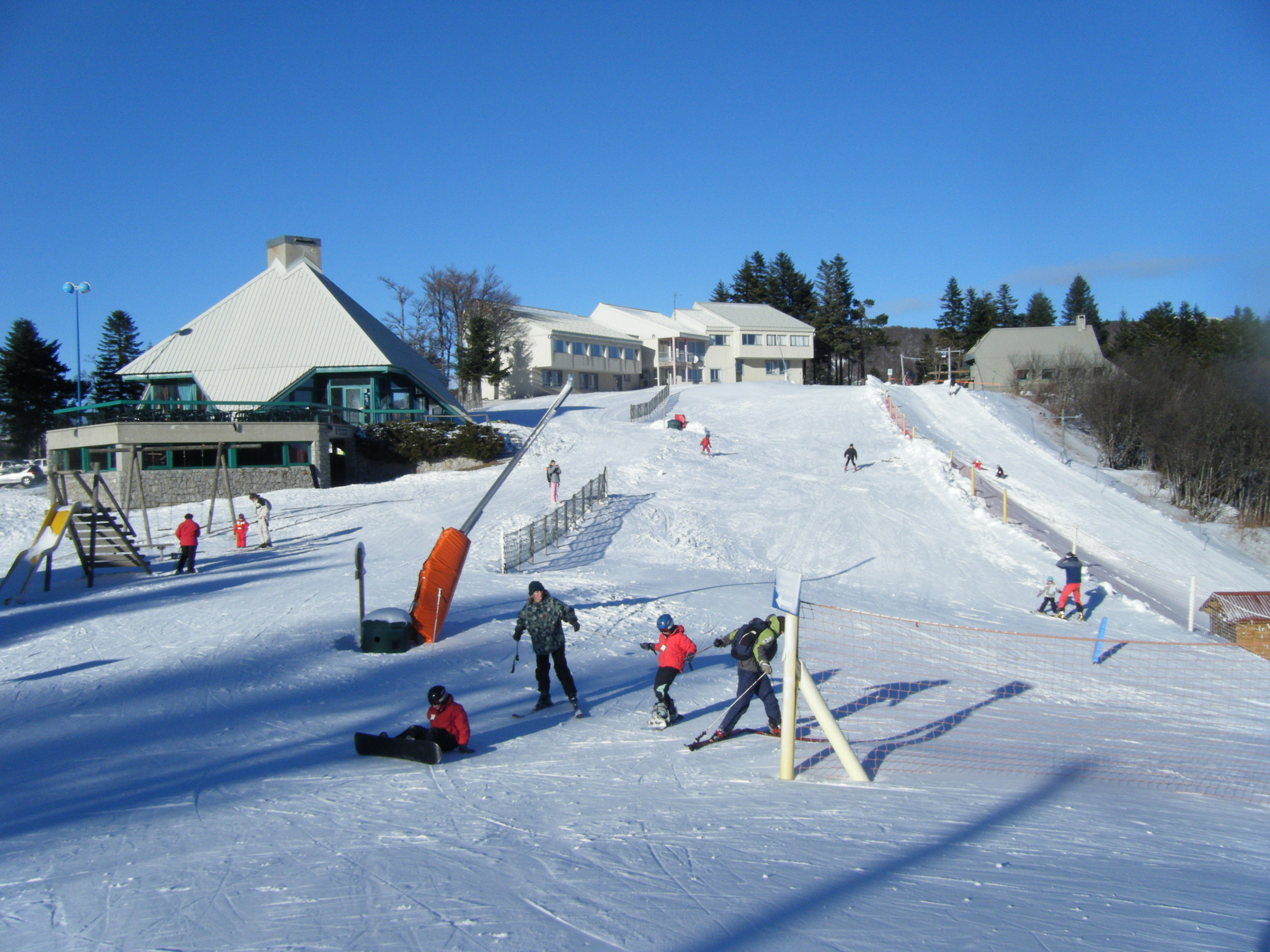
Skistation La Croix-de-Bauzon

Die Pfarrei von La Souche ist seit dem 12. Jahrhundert belegt, war jedoch von Jaujac abhängig. Die ursprüngliche Kirche wurde in der Mitte des 14. Jahrhunderts erbaut, als sich La Souche von Jaujac trennte. Die Kirche war dem Heiligen Silvester und dem Heiligen Salvator von Horta geweiht. Da die Kirche als zu klein empfunden wurde, hat man sie 1504 neu erbaut. Die heutige Kirche wurde 1870 gebaut und von 1968 bis 1970 restauriert. Hinter dem Hauptaltar befindet sich eine Christusstatue aus Olivenholz.
Die Kirche im Weiler Saint-Louis wurde 1871 erbaut und im 20. Jahrhundert restauriert. Zu Beginn des 19. Jahrhunderts hatte Saint-Louis zwei Schulen und war stärker bevölkert als heute.
Im Weiler Charaix steht noch ein Turm der Burg Charay (französisch Château de Charay), das im 16. Jahrhundert erbaut worden ist.
Auf dem Gemeindegebiet befindet sich die Skistation La Croix-de-Bauzon.

## Wirtschaft
Das Bild der Gemeinde ist von Weiden, Wald, Obstbäumen und Weinbergen geprägt. Lokale Produkte sind Kirschen, Himbeeren, Preiselbeeren und Esskastanien.  Ein wichtiger Erwerbszweig der Souchois (Einwohner) ist die Zucht von Hausschafen und Hausziegen. Der Almauftrieb auf den Tanargue findet im Juni statt.